# Valle del Cremera - Zona del Sorbo
Valle del Cremera - Zona del Sorbo este o arie protejată (arie specială de conservare — SAC, sit de importanță comunitară — SCI) din Italia întinsă pe o suprafață de 386 ha, integral pe uscat.

## Localizare
Centrul sitului Valle del Cremera - Zona del Sorbo este situat la coordonatele 42°06′16″N 12°24′28″E / 42.104444°N 12.407778°E.

## Înființare
Situl Valle del Cremera - Zona del Sorbo a fost declarat sit de importanță comunitară în iunie 1995 pentru a proteja 10 specii de animale. Situl a fost protejat și ca arie specială de conservare în decembrie 2016.

## Biodiversitate
Situată în ecoregiunea mediteraneană, aria protejată conține 3 habitate naturale: Râuri mediteraneene cu debit permanent cu specii de Paspalo-Agrostidion și galerii riverane de Salix și de Populus alba, Pseudostepă cu ierburi și specii anuale de Thero-Brachypodietea, Păduri pe pante, grohotișuri și ravene de Tilio-Acerion.
La baza desemnării sitului se află mai multe specii protejate:
- păsări (2): sfrâncioc roșiatic (Lanius collurio), gaia neagră (Milvus migrans)
- amfibieni (1): Salamandrina terdigitata
- mamifere (1): lupul (Canis lupus)
- nevertebrate (1): Melanargia arge
- pești (4): Barbus tyberinus, Padogobius nigricans, Rutilus rubilio, Telestes muticellus
- reptile (1): șarpele cu patru dungi (Elaphe quatuorlineata)

Pe lângă speciile protejate, pe teritoriul sitului au mai fost identificate 1 specie de plante, 1 specie de amfibieni, 4 specii de mamifere, 3 specii de reptile.